# Centar za nacionalnu strategiju
Centar za nacionalnu strategiju (CENS) je nastao 2009. godine u Beogradu transformacijom Srpsko-američkog centra (SAC) osnovanog 2003. godine. Ugašen je 2011. godine. Oba centra su imala svojstvo zadužbine i neprofitne organizacije. Svoju aktivnost su finansirali sredstvima osnivača i donatora.

## Istorijat
Srpsko-američki centar (SAC) su osnovali profesor Svetozar Stojanović, doktor Đuro Kovačević i doktor Nenad Popovic. Cilj centra je bio da promoviše dijalog izmedju tadašnje Srbije i Crne Gore i Sjedinjenih Američkih Država (SAD). Odnosi ove dve zemlje su u poslednjoj deceniji dvadesetog veka i početkom trećeg milenijuma doživeli značajne promene. Posle rata na prostoru bivše Jugoslavije i NATO bombardovanja SRJ 1999. godine, stabilnost i kvalitet koji su karakterisali predjašnje kontakte bili su ozbiljno narušeni.
Nakon pet godina plodnog rada u Beogradu, Vašingtonu i Kragujevcu postalo je izvesno da je Srpsko-američki centar prerastao svoje bilateralne limite. Fokus aktivnosti i interesovanja centra se proširio sa američko-srpskih odnosa na razvoj političke i ekonomske situacije u svetu i, posebno, na suočavanje sa problemom secesije Kosova i Metohije.
Promena imena zadužbine je potvrdila novu realnost delatnosti ustanove: promišljanje i otvaranje dijaloga ne samo sa SAD nego i sa ostalim činiocima važnim za opstanak i budućnost Srbije, Evropskom unijom, Rusijom i susednim zemaljama. Prerastanje SAC-a u CENS je takodje potvrdio dvogodišnji uspešan rad Foruma za nacionalu strategiju, osnovanog kao oblik delatnosti Srpsko-američkog centra u Kragujevcu, prvoj prestonici moderne Srbije. Forum za nacionalnu strategiju je 15. aprila 2008 u Kragujevcu organizovao skup "Decentralizacija i regionalizacija Srbije kao uslov napretka ».
Centar za nacionalnu strategiju je u pravnom smislu nastavio postojanje Srpsko-američkog centra, ali je njegova aktivnost znatno proširena stvaranjem novih foruma. Medju njima su Forum za srpsko-evropski dijalog i saradnju, Forum za srpsko-ruski dijalog i saradnju, Forum za regionalni dijalog i saradnju sa sedištem u Banja Luci i Forum za kulturnu, obrazovnu i naučnu saradnju. Forum za srpsko-američki dijalog koji je bio aktivan i ranije, nastavio je sa delovanjem.
Tokom svog postojanja, Srpsko-američki centar (2003—2009), a zatim Centar za nacionalnu strategiju (2009—2011) su organizovali redovne cikluse predavanja u Beogradu ali i u drugim gradovim.
Tako su se u organizaciji Srpsko-američkog centra (SAC), 29. i 30. marta 2006. godine u Vudro Vilson centru u Vašingtonu, održali dvodnevni srpsko-američki razgovori, posvećeni nekim aspektima rešavanja problema Kosova i Metohije i opštem unapređenju srpsko-američkih odnosa.

Povodom 15 godina od Dejtonskog sporazuma, Centar za nacionalnu strategiju je zajedno sa Institutom za međunarodnu politiku i privredu 26. marta 2010. godina organizovao skup "Petnaest godina od Dejtonskog sporazuma".
U organizaciji Centra za nacionalnu strategiju 9. septembra 2010. godine u Banjaluci je održan naučni skup « Republika Srpska i neoosmanizam na Balkanu ».
Većina redovnih tribina je održavana u Zadužbini Ilije M. Kolarca. Na predavanjima su pored srpskih naučnika i istraživaca učestvovali i gosti iz SAD. 
Članovi ova dva fonda su redovno publikovali u dnevnim i nedeljnim časopisima. Takodje su povremeno učestvovali u televizijskim i radio emisijama (Most na RTS1, Agora na Radio Beograd 2).
Posle iznenadne smrti predsednika CENS-a profesora Svetozara Stojanovića u maju 2010. godine i direktora CENS-a doktora Djure Kovačevića u julu 2011. godine , centar je ugašen i tako trajno prestao sa svojim radom i delovanjem.

## Spoljašnje veze
- Danas, 23.2.2010, Sedište Foruma za nacionalnu strategiju u Kragujevcu , pristup 2.7.2013
- Kragujevac blog, 13.10.2008 "Forum za nacionalnu strategiju u Kragujevcu" , pristup 2.7.2013
- Predstavništvo Republike Srbije u Srbiji, 26.3.2010 "Petnaest godina od dejtonskog sporazuma" [мртва веза], pristup 2.7.2013